# Нипстер
Нипстер (нем. Nazi-Hipster = Nipster) — термин, используемый в Германии для обозначения молодых неонацистов, перенявших черты субкультуры хипстеров. Прежде всего, речь идёт об их внешнем облике.

## Происхождение термина
Термин «нипстер» появился в феврале 2014 года после публикации фотографии участников марша НДПГ в Магдебурге, среди которых выделялась «достаточно колоритная группа молодых людей в узких джинсах, кедах, с пирсингом и аккуратной бородкой». Журналисты и блогеры окрестили новое движение ультраправой молодежи «нипстерами», и сами неонацисты включили это слово в свой лексикон, начав активно использовать хештег «#nipster» в социальных сетях.
Джутовые сумки, яркие очки, узкие джинсы, кеды и бороды — далеко не всё, что характеризует нипстерскую культуру. Молодые неонацисты активно выступают против насилия над животными и участвуют в митингах по защите окружающей среды, употребляют пищу растительного происхождения. В 2014 году на YouTube появилось кулинарное шоу «Balaclava Küche», в котором молодые люди в чёрных масках рассказывают о приготовлении веганских блюд. Популярным среди ультраправой молодёжи также является интернет-канал FSN.tv, детище члена партии НДПГ Патрика Шрёдера. Периодически здесь проводятся семинары, обучающие неонацистов тому, как одеваться менее устрашающе. Шрёдер считает, что любой человек, будь то фанат хип-хопа или хипстер в узких джинсах, должен иметь возможность присоединиться к движению, не меняя при этом свой внешний вид.

## Из истории неонацистской моды
Долгое время неонацисты внешне мало чем отличались от обычных немцев. Свой современный облик они приобрели в конце 1980-х. Это время характеризовалось подъёмом национального самосознания и всплеском популярности Национал-демократической партии Германии.
В 1990-х, после падения Берлинской стены и объединения Германии, неонацисты переняли у английских наци-скинхедов такие элементы одежды, как тяжёлые армейские ботинки, кроссовки марки «New Balance», поло Fred Perry, толстовки Lonsdale. Ещё через десятилетие популярность среди радикалов стала приобретать немецкая марка Thor Steinar, привлекающая неонацистов разнообразными символами рун из скандинавской мифологии.
Если раньше образ нациста ассоциировался, в первую очередь, с мужественностью (отсюда — короткие стрижки, тяжёлая обувь, куртки-бомберы), то теперь ультраправая молодежь отходит от «маскулинной» культуры. Тенденция одеваться в соответствии с модой больших городов обусловлена тем, что таким образом неонацисты привлекают к себе меньше внимания.

## Проблемы, связанные с феноменом
Политолог Ян Шедлер (Jan Schedler) отмечает: опасность подобного явления заключается в том, «что такие неонацисты не воспринимаются ни одноклассниками, ни учителями в радикальном свете» . Их сложно выделить среди толпы остальных учащихся. Эксперты предупреждают, что, благодаря новому образу, неонацистам легче завоевать расположение молодых людей, заразить их своей идеологией.
Журналист Феликс Хьюсман (Felix Huesmann), специализирующийся на крайне правой политике в Германии и молодёжных движениях, заявляет следующее: «Всё это началось в середине 2000-х, когда неонацисты начали брать пример с левых движений в том, как вести себя на публике и одеваться».
Ещё один журналист, Йоханнес Радке (Johannes Radke), соавтор книги «Новые нацисты», говорит о роли музыки в привлечении молодежи к ультраправому движению: «Если тебе 15, то после прочтения нацистской листовки ты никогда не скажешь: „О да, они правы! Теперь я нацист!“ Но если ты слушаешь нацистскую музыку, это круто, но пропитано ненавистью. Таким образом люди и попадают в нацистское движение». Журналист замечает также, что сегодня появились новые музыкальные стили, такие как неонацистский рэп, неонацистский металл и даже неонацистское техно с «жёсткими битами и речью Гитлера, идущей фоном». Нипстеры стремятся сделать неонацистскую культуру как можно более привлекательной.
Симоне Рафаэль (Simone Rafael), главный редактор сайта «Netz Gegen Nazis», обращает внимание на активность нипстеров в интернете: «Это способ привнести свою идеологию в другие сферы, найти точки доступа в хипстерскую культуру: блоги, селфи, Tumblr и тому подобное». Ультраправая молодёжь предпочитает сегодня выражать свои идеи в социальных сетях.
В ежегодном докладе Федеральной службы защиты конституции Германии 2013 года неоднократно упоминалась важнейшая интернет-платформа правых экстремистов «Altermedia», которая в 2016 году была запрещена. На странице Altermedia неонацисты в открытую выражали своё намерение привлечь новых сторонников: «Стоит наконец-то расставить приоритеты и охватить более широкие слои населения. Какие-нибудь похоронные марши и церемонии в память о наших героях точно не побудят молодёжь выйти на улицу…».

## Феномен в массовой культуре
В 2010-х в сети появился новый мем «Hipster Hitler», изображающий фюрера в модной одежде и больших хипстерских очках. На официальном сайте комиксов утверждается, что они представляют собой розыгрыш, пародию и сарказм. Художники Джеймс Карр (James Carr) и Архана Кумар (Archana Kumar) выпустили также книгу комиксов «Hipster Hitler».